# Первая лига Уэльса по футболу
Валлийский Первый дивизион (англ. Welsh Football League Division One, валл. Clwb Pêl Droed Tref Y Barri) — известный как MacWhirter Welsh League First Division. Это высший дивизион Валлийской футбольной лиги, а также вторая по значимости лига в футбольной системе Уэльса. С момента своего создания в 1904 году она являлась высшем дивизионом Валлийской лиги до 1992 года. С сезона 1992/93 высшим дивизионом является Валлийская премьер-лига.

## Регламент проведения
Если команда с достаточными финансовыми средствами выигрывает турнир, то она занимает место последней команды в премьер-лиге. Если клуб не обладает финансовыми средствами, то выход в премьер-лигу предоставляется клубу, который занял 2 место. Последняя команда Первой лиги выбывает во второй дивизион.

## Команды сезона 2013/2014
| Название клуба       |
| -------------------- |
| Абербаргойд Бадс     |
| Абердейр Таун        |
| Гойтре               |
| Гойтре Юнайтед       |
| Каира                |
| Камбриан энд Клайдах |
| Кумбран Селтик       |
| Монмут Таун          |
| Пен-и-Бонт           |
| Порт                 |
| Тата Стил            |
| Таффс Уэл            |
| Хаверфордуэст Каунти |
| Тон Пентре           |
| Уэст Энд             |